# Абдаллах ібн Мухаммед (Омеяд)
Абдаллах Ібн-Мухаммед кордобський (арабською عبد الله ابن محمد) — сьомий емір Кордови, представник династії Омеядів. Правив з 888 до 912 року маврською Іберією. Вважався великим покровителем літератури.

## Життєпис

### Молоді роки
Походив з династії Омеядів. Син еміра Мухаммеда I. Народився у Кордові у 844 році. Не виявляв особливого інтересу до військової справи, відзначався релігійної ревністю. У 863 році одружився з Онекою Фортунес, донькою Фортуна I, короля Памплони (розлучився з нею у 880 році).
Брав участь у придушенні повстання Омара ібн-Хафсуна у 880-х роках. У 888 році разом з братом брав участь в облозі міста Бобастро, під час якого помер його брат, емір аль-Мунзір. Деякі історики звинуватили Абдаллаха у смерті брата, але це не доведено. Абдаллах три дні приховував смерть еміра, після чого уклав мирну угоду з ібн-Хафсуном. Після цього попрямував до Кордови, де перейняв владу над еміратом. Незабаром одружився з представницею знатного баскського роду — Мусною.

### Володарювання
Весь час переймався за життя та владу. За його наказом син аль-Мутарріф стратив свого брата Мухаммеда (від Онеки Фортунес). Втім у 890 році за звинуваченням у зраді було страчено самого аль-Мутарріфа.
Усе правління відбувалися конфлікти між берберами, муладі та арабами. При цьому могутні військовики зуміли встановити контроль над значними частинами емірату. Абдаллах контролював лише область навколо Кордови. Спочатку ібн-Хафсун встановив контроль над Ельвірою, Гранадою та Хаєном, але у 891 році вірні еміру війська завдали ібн-Хафсуну поразки у битві при Полей. Після цього Абдаллах наказав знищити усіх християн у відвойованих містах. Але вже у 892 році емір зазнав поразки від ібн-Хафсуна, втративши до того захоплені міста.
Протягом 890-х років розпочав нові походи проти Астурії. У 901 році у битві при Саморі війська на чолі з сином еміра Абдаллою зазнали нищівної поразки від військ Альфонсо III, короля Астурії.
Тривала війна з повстанцями тривала до 911 року, коли емір відновив владу над частиною втрачених областей. При цьому визнавалися володіння ібн-Хафсана, Бану Касі та королівства Астурії. Але наступного року війна з цими володарями почалася знову. У 911 році вдалося відновити владу над Балеарськими островами.
Помер 912 року, призначивши спадкоємцем свого онука Абдаррахмана.

## Характер
Відомий своє бережливістю, не вживав алкоголь. Емір напам'ять знав увесь Коран, був доволі побожним. При цьому полюбляв арабську літературу, надав підтримку поетам. Разом з тим погано уславився підступністю, жорстокістю, вбивством своїх синів.